# Pitcairnia andreana
Pitcairnia andreana es una especie del género Pitcairnia originaria de Colombia. 

## Taxonomía
Pitcairnia andreana fue descrita por Jean Jules Linden y publicado en L'illustration horticole 20: 146, t. 139. 1873.
Etimología
Pitcairnia: nombre genérico otorgado en honor del Dr. William Pitcairn, físico y jardinero inglés (1711-1791).
andreana: epíteto
Sinonimia
- Hepetis andreana (Linden) Mez
- Pitcairnia lepidota Regel[4][5]